# Regno di Finlandia (1918)
Il Regno di Finlandia fu uno Stato fantoccio creato dalla Germania guglielmina nell'ultimo periodo della prima guerra mondiale nel 1918.

## Storia

Bandiera di Stato del Regno di Finlandia

Il regno ebbe una breve vita  e nacque dopo la dichiarazione d'indipendenza della Finlandia dalla Russia bolscevica. Con la caduta dello zar, infatti, era venuta meno l'autorità che da sempre aveva nominato il Senato del Granducato, il governo finlandese ad ovvia predominanza conservatrice. La conseguenza che sembrava ovvia era che fosse quindi il Parlamento a dover intervenire, ma le elezioni del 1º ottobre 1917 avevano dato un risultato ambiguo, col Partito Socialdemocratico Finlandese come primo partito ma isolato.
Il precipitare della situazione in Russia con la Rivoluzione d'ottobre comportò la parallela crisi della Finlandia: se le varie forze politiche concordarono rnell'appoggiare la dichiarazione d'indipendenza del 6 dicembre, subito si spaccarono tanto da causare lo scoppio della guerra civile finlandese. I Rossi, subito appoggiati dai Bolscevichi, proclamarono la Repubblica Socialista Finlandese dei Lavoratori, le cui forze cinsero d'assedio Helsinki, da cui il Senato scappò a favore di Vaasa. Fu a questo punto che i Bianchi, sostenitori del Senato, vennero pesantemente aiutati finanziariamente dalla Svezia, mentre a sud sbarcava l'esercito tedesco, desideroso di cogliere l'occasione per allargare i suoi domini.
L'appoggio germanico fu decisivo, e i rossi furono rapidamente sconfitti. Il rientrato Senato operò rapidamente per stabilizzare la situazione, e sottolineò la continuazione della monarchia nominando il premier uscente, Pehr Evind Svinhufvud, come reggente. Con le truppe tedesche in casa, sembrò quindi naturale cercare un sovrano germanico. Il principe Federico Carlo d'Assia-Kassel venne eletto dal parlamento di Finlandia il 9 ottobre 1918, sotto la garanzia di una monarchia costituzionale che salvaguardasse il ruolo del parlamento.
Con la fine della prima guerra mondiale, con l'abdicazione di Guglielmo II di Germania e la fine della monarchia in Germania, la situazione venne considerata instabile dalla società dell'epoca e da Federico stesso. Federico Carlo rinunciò al trono il 14 dicembre 1918, senza nemmeno essere giunto nel suo regno e senza nemmeno essersi ancora ufficialmente insediato. La Finlandia, successivamente, adottò una costituzione repubblicana, e il punto di conciliazione fra le due fazioni politiche nazionali venne trovata in una forma di governo semipresidenziale con un ruolo forte del capo dello Stato.

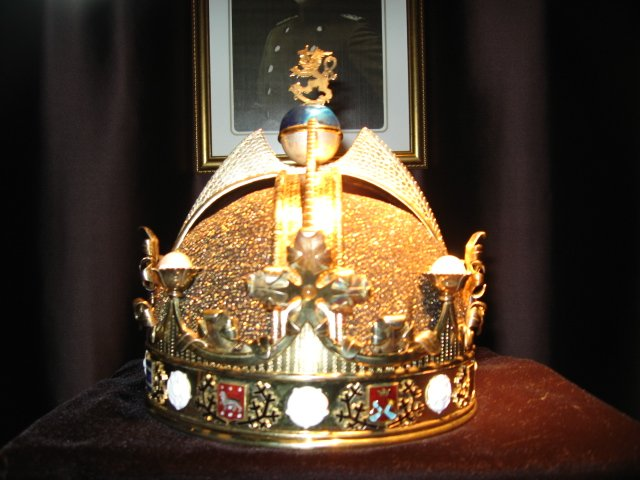
Replica della corona reale progettata per la monarchia finlandese. La vera corona non fu mai creata, tuttavia questa replica è stata fatta negli anni 1980 sulla base dei disegni originali.